# Минійки
Мині́йки —  село в Україні, у Житомирському районі Житомирської області. Входить до складу Старосілецької сільської громади. Населення становить 400 осіб (2001 р.).

## Історія
У 1900 році село Коростишівської волості Радомисльського повіту Київської губернії. Відстань від повітового міста 27 верст. Дворів 117, мешканців 720.
12 листопада 1921 р. під час Листопадового рейду через Минійки проходила Волинська група (командувач - Юрій Тютюнник) Армії Української Народної Республіки.